# MF Ghost
Autre
MF Ghost (MFゴースト, MF Gōsuto) est une série de mangas japonais écrite et illustrée par Shuichi Shigeno. Il s'agit de la suite d'Initial D centrée sur la scène japonaise des courses de rue. La série est sérialisée dans le Weekly Young Magazine de Kōdansha entre septembre 2017 et février 2025, et ses chapitres sont rassemblés en volumes tankōbon à partir de janvier 2018. Une adaptation en anime par Felix Film est diffusée depuis octobre 2023.
En janvier 2023, le manga comptait plus de 4 millions d'exemplaires en circulation dans le monde.

## Histoire
La série se déroule entre la fin des années 2020 et le début des années 2030, lorsque les voitures électriques autonomes ont remplacé celles à combustion interne. Cependant, au Japon, il existe une grande organisation appelée MFG, fondée par Ryosuke Takahashi (de la série Initial D ), qui pratique des courses de rue avec des voitures à combustion interne. Une nouvelle recrue, Kanata Livington (カナタ・リヴィントン, Kanata Rivūinton)  qui concourt sous le pseudonyme Kanata Katagiri (片桐 夏向, Katagiri Kanata), un jeune homme japonais-britannique de 19 ans, est apparue sur les lieux au volant d'une Toyota 86 et battant des voitures européennes de premier plan, telles que la Lamborghini Huracán LP 610-4, la Ferrari 488 GTB, la Lotus Exige, l'Alfa Romeo 4C, la Lexus LC500 et la Porsche 911 Carrera. Kanata a été formé par le légendaire coureur de descente et de rallye Takumi Fujiwara (protagoniste de la série Initial D ) à la Royal Donington Racing School au Royaume-Uni et est champion de Formule 4. Il n'a qu'un seul objectif : retrouver son père perdu depuis longtemps.

## Production et supports

### Manga
MF Ghost est écrit et illustré par Shūichi Shigeno. Le manga a commencé dans le magazine manga seinen de Kōdansha, Weekly Young Magazine, le 4 septembre 2017,,. La série est liée à l'œuvre précédente de Shigeno, Initial D,. En octobre 2018, Shigeno a déclaré que le manga était terminé à 1/5. En novembre 2022, il a été annoncé que le manga entrerait en pause indéfinie en raison de la mauvaise santé de l'auteur ; il a repris sa publication le 20 février 2023 et est de nouveau entré en pause le 18 avril de la même année ; à la même date, il a été annoncé que le manga était entré dans sa « bataille finale ». La série a repris le 19 juin 2023. Kōdansha a rassemblé ses chapitres en volumes tankōbon individuels. Le premier volume est publié le 5 janvier 2018. Au 6 juin 2025, 23 volumes ont été publiés.
Kōdansha USA et ComiXology ont annoncé qu'ils publieraient le manga sous forme numérique à partir du 11 janvier 2022. La série a été ajoutée à la plateforme en ligne K Manga de Kōdansha en mai 2023.

#### Volumes
| no | Japonais         | Japonais          |
| no | Date de sortie   | ISBN              |
| -- | ---------------- | ----------------- |
| 1  | 5 janvier 2018   | 978-4-06-510707-2 |
| 2  | 7 mai 2018       | 978-4-06-511451-3 |
| 3  | 6 septembre 2018 | 978-4-06-512819-0 |
| 4  | 4 janvier 2019   | 978-4-06-514160-1 |
| 5  | 7 mai 2019       | 978-4-06-515459-5 |
| 6  | 6 septembre 2019 | 978-4-06-516937-7 |
| 7  | 6 janvier 2020   | 978-4-06-518212-3 |
| 8  | 7 mai 2020       | 978-4-06-519539-0 |
| 9  | 4 septembre 2020 | 978-4-06-520686-7 |
| 10 | 6 janvier 2021   | 978-4-06-522013-9 |
| 11 | 6 mai 2021       | 978-4-06-523334-4 |
| 12 | 6 septembre 2021 | 978-4-06-524746-4 |
| 13 | 6 janvier 2022   | 978-4-06-526477-5 |
| 14 | 6 mai 2022       | 978-4-06-527778-2 |
| 15 | 6 septembre 2022 | 978-4-06-529070-5 |
| 16 | 6 février 2023   | 978-4-06-530383-2 |
| 17 | 6 juin 2023      | 978-4-06-532029-7 |
| 18 | 5 octobre 2023   | 978-4-06-533370-9 |
| 19 | 6 février 2024   | 978-4-06-534599-3 |
| 20 | 6 juin 2024      | 978-4-06-535826-9 |
| 21 | 4 octobre 2024   | 978-4-06-537260-9 |
| 22 | 6 février 2025   | 978-4-06-538461-9 |
| 23 | 6 juin 2025      | 978-4-06-540180-4 |

### Animé
Une adaptation en série télévisée animée est annoncée le 4 janvier 2022. Il est produit par Felix Film et réalisé par Tomohito Naka, avec Kenichi Yamashita supervisant les scénarios co-écrits par Akihiko Inari, Naoyuki Onda concevant les personnages et Akio Dobashi composant la musique. La série commence sa diffusion le 2 octobre 2023 sur Tokyo MX et d'autres chaînes de télévision japonaises,. Yu Serizawa interprète la chanson thème d'ouverture Jungle Fire avec Motsu, tandis qu'Himika Akaneya a interprété la chanson thème de fin Stereo Sunset. Medialink diffuse la série en Asie-Pacifique, tandis que Crunchyroll la diffuse dans le reste du monde.

#### Épisodes
| No | Titre français                         | Titre japonais              | Titre japonais                     | Date de 1re diffusion |
| No | Titre français                         | Kanji                       | Rōmaji                             | Date de 1re diffusion |
| -- | -------------------------------------- | --------------------------- | ---------------------------------- | --------------------- |
| 01 | Le challenger venu d'Angleterre        | 英国からの 挑戦者           | Eikoku Kara no Charenjā            | 2 octobre 2023        |
| 02 | L'étonnante nouvelle génération du MFG | 衝撃のMFG新世代             | Shōgeki no MFG Shin Sedai          | 9 octobre 2023        |
| 03 | La ligne droite de Kamaboko            | カマボコストレート          | Kamaboko Sutorēto                  | 16 octobre 2023       |
| 04 | Gestion des pneus                      | タイヤマネジメント          | Taiya Manejimento                  | 23 octobre 2023       |
| 05 | Jeu d'équipe                           | 連携プレー                  | Renkei Purē                        | 30 octobre 2023       |
| 06 | Le pilote de rallye malchanceux        | 悲運のラリースト            | Hiun no Rarīsuto                   | 6 novembre 2023       |
| 07 | Le pilote n°4                          | 4号車の男                   | Yon-gōsha no Otoko                 | 13 novembre 2023      |
| 08 | Décompte vocal                         | 音声カウント                | Boisu Kaunto                       | 20 novembre 2023      |
| 09 | Duel à 300 km/h                        | 時速300キロのドッグファイト | Jisoku Sanbyaku Kiro no Doggufaito | 27 novembre 2023      |
| 10 | Update                                 | アップデート                | Appudē-to                          | 4 décembre 2023       |
| 11 | L'éveil du génie                       | 天才覚醒                    | Tensai Kakusei                     | 11 décembre 2023      |
| 12 | Sens hérité                            | うけつがれた感覚            | Uketsugareta Kankaku               | 18 décembre 2023      |

## Réception
En janvier 2019, le manga comptait plus d'un million d'exemplaires en circulation ; plus de 3,2 millions d’exemplaires en circulation d’ici janvier 2022 ; et plus de 4 millions d'exemplaires en circulation d'ici janvier 2023.